# Ремчицы
Ремчицы (укр. Ремчиці) — село, центр Ремчицкого сельского совета Сарненского района Ровненской области Украины.
Население по переписи 2001 года составляло 980 человек. Почтовый индекс — 34520. Телефонный код — 3655. Код КОАТУУ — 5625485801.

## Известные люди
В селе родился украинский политик, государственный и общественный деятель П. В. Мельник.

## Местный совет
34520, Ровненская обл., Сарненский р-н, с. Ремчицы, ул. Победы, 21.